# Доње Вардиште
Доње Вардиште је насељено мјесто у општини Вишеград, Република Српска, БиХ. Према попису становништва из 2013. у насељу је живјело 76 становника.

## Географија
Доње Вардиште се налази у долини Рзава, уз границу према Србији, на путу Вишеград — Ужице. У околини се налазе велике резерве гвожђа (око милијарду тона) са 26% метала. У Вардишту се спајају Бели и Црни Рзав, Бели који извире на Тари и Црни који извире на Златибору, спајају се у такозваним „саставцима“. У Вардишту је некад постојао и војни круг али је то остало запуштено. Ту је основан и аматерски фудбалски клуб.

## Култура
У Доњем Вардишту се налази женски манастир Вазнесења Господњег.

## Становништво
Цијела мјесна заједница према попису из 1991. године имала је 5.988 становника.
| Националност | 1991.      |
| Срби         | 113 (100%) |
| Укупно       | 113        |

| Демографија | Демографија | Демографија |
| Година      | Становника  | Становника  |
| ----------- | ----------- | ----------- |
| 1961.       | 315         |             |
| 1971.       | 310         |             |
| 1981.       | 204         |             |
| 1991.       | 113         |             |
| 2013.       | 76          |             |